# Czermin (stacja kolejowa)
Czermin – zlikwidowana wąskotorowa stacja kolejowa w Czerminie na linii kolejowej Twardów Mijanka – Czermin, w powiecie pleszewskim, w województwie wielkopolskim, w Polsce.